# 尾関雅則
尾関 雅則（おぜき まさのり、1924年(大正13年)1月29日 - 2014年(平成26年)1月1日）は、日本の電気工学者。鉄道技術者。元鉄道総合技術研究所理事長。

## 経歴
愛知県名古屋市生まれ。旧制長野県立松本中学（長野県松本深志高等学校）、旧制松本高等学校理科を経て1946年東京帝国大学電気工学科卒業、同年運輸省に入省。1972年日本国有鉄道電気局長に転じ、1975年同理事。1979年日立製作所に転じ、1981年同取締役。1985年情報処理学会会長就任。1987年鉄道総合技術研究所理事長に就任し、1990年退職。

## 叙勲
- 1977年(昭和52年) - 紫綬褒章[1]
- 1995年(平成 7年) - 勲二等瑞宝章[1]